# 太空游客
太空遊客指非以執行任務（例如進行實驗或工作）為目的，而搭乘太空船參與太空飛行的人。目前太空旅遊包含幾種不同類型：軌道太空旅遊、亞軌道太空旅遊和月球太空旅遊。

## 介绍
蘇聯解體後，由於太空船的操作成本極大，同時要付給哈薩克拜科努爾太空中心地租與使用場地費，俄罗斯為籌措經費，開放了民間金錢贊助，報酬即為可讓贊助者搭乘联盟号飞船進入国际空间站。首位太空游客丹尼斯·蒂托通过赞助俄罗斯的和平号空间站得以成行。目前太空游客已被俄罗斯航空部门开发为商业项目，2000年初，游客前往国际空间站的费用在2000-2300万美元之间；2007年，国际空间站之旅价格增至3000-4000万美元，因此大多數太空遊客是亿万富翁。

## 项目主体
俄羅斯
截至2021年7月，只有俄罗斯提供太空旅游服务，其七日游最低票价是每人五千万美元，长期停留的起步价为九千万美元。
 美国
2019年6月7日，美国国家航空航天局宣布從2020年開始向游客开放国际空间站，并允許私人太空人搭乘SpaceX的龙飞船2号或波音星际航线進入国际空间站，每人每天费用约为3.5万美元。

## 沿革
2001年至2009年期間，有7位太空遊客乘坐由美国太空探险公司（Space Adventures）代理的俄羅斯联盟号飞船飛往国际空间站，其中美国人查尔斯·西蒙尼两次成行，总计8次太空飛行。每次旅行的公開價格在20至2500萬美元之間。一些太空遊客已經與第三方簽訂了合約，在軌道上進行某些研究活動。太空探險公司與俄羅斯聯邦航空局以及火箭和太空公司Energia一起，為世界上的私人太空探索者提供了飛行便利。

由於國際空間站機組人員的增加，俄羅斯於2010年停止了軌道太空旅遊，使用了以前曾出售給付費航天參與者的人員座位。该国原定於2015年恢復軌道旅遊飛行，但計劃曾一度無限期推遲。至2021年，日本企业家前泽友作与助手平野洋三于12月8日乘坐俄罗斯联盟MS-20飞船前往国际空间站旅行，在太空停留12天。

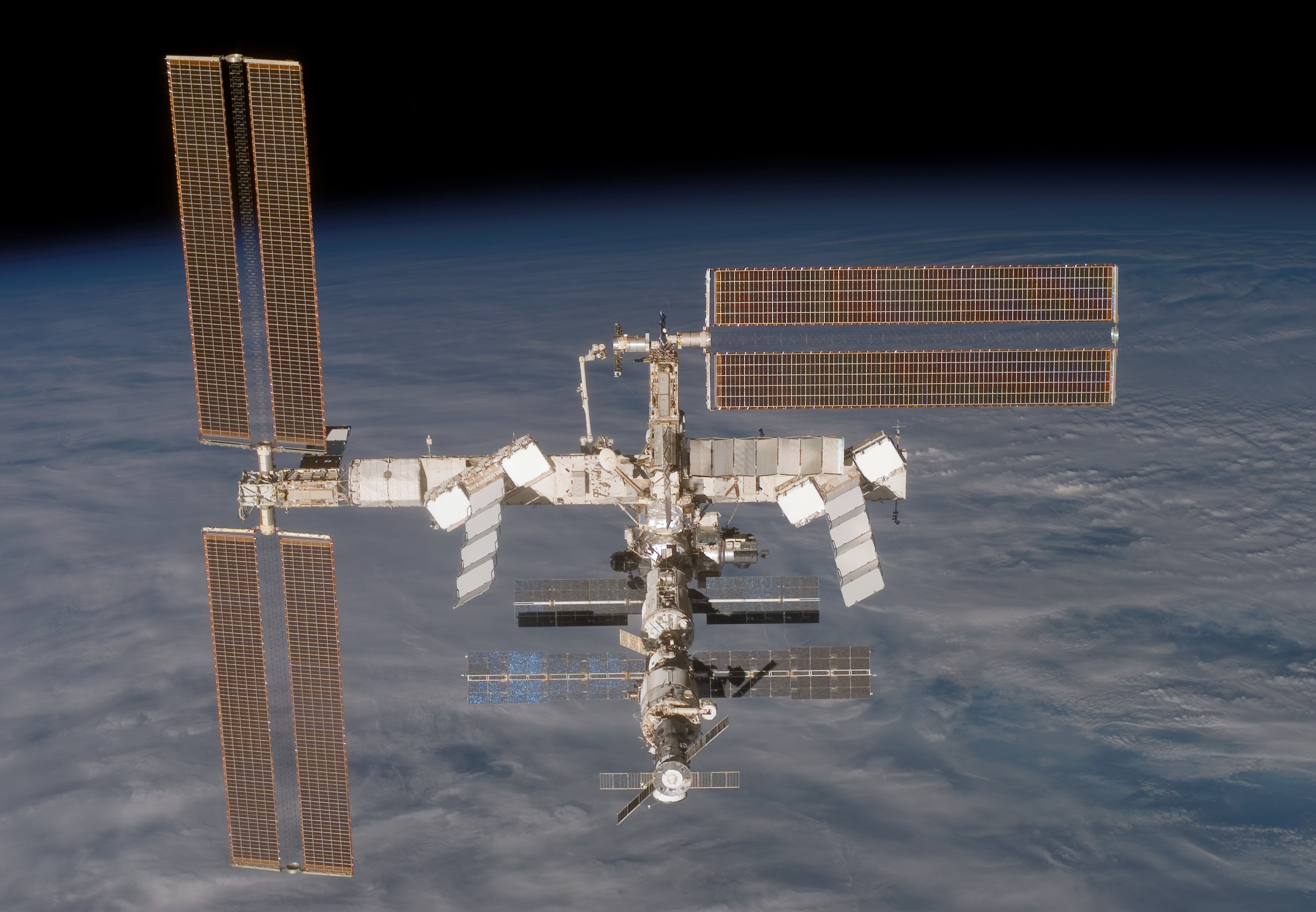
於2006年10月16日發現號穿梭機与国际空间站脱离时拍攝的国际空间站照片

同时，藍色起源和維珍銀河等私人航太公司正在發展亞軌道太空旅遊，兩間公司都於2021年完成首次商業亞軌道太空旅遊。

## 太空游客列表

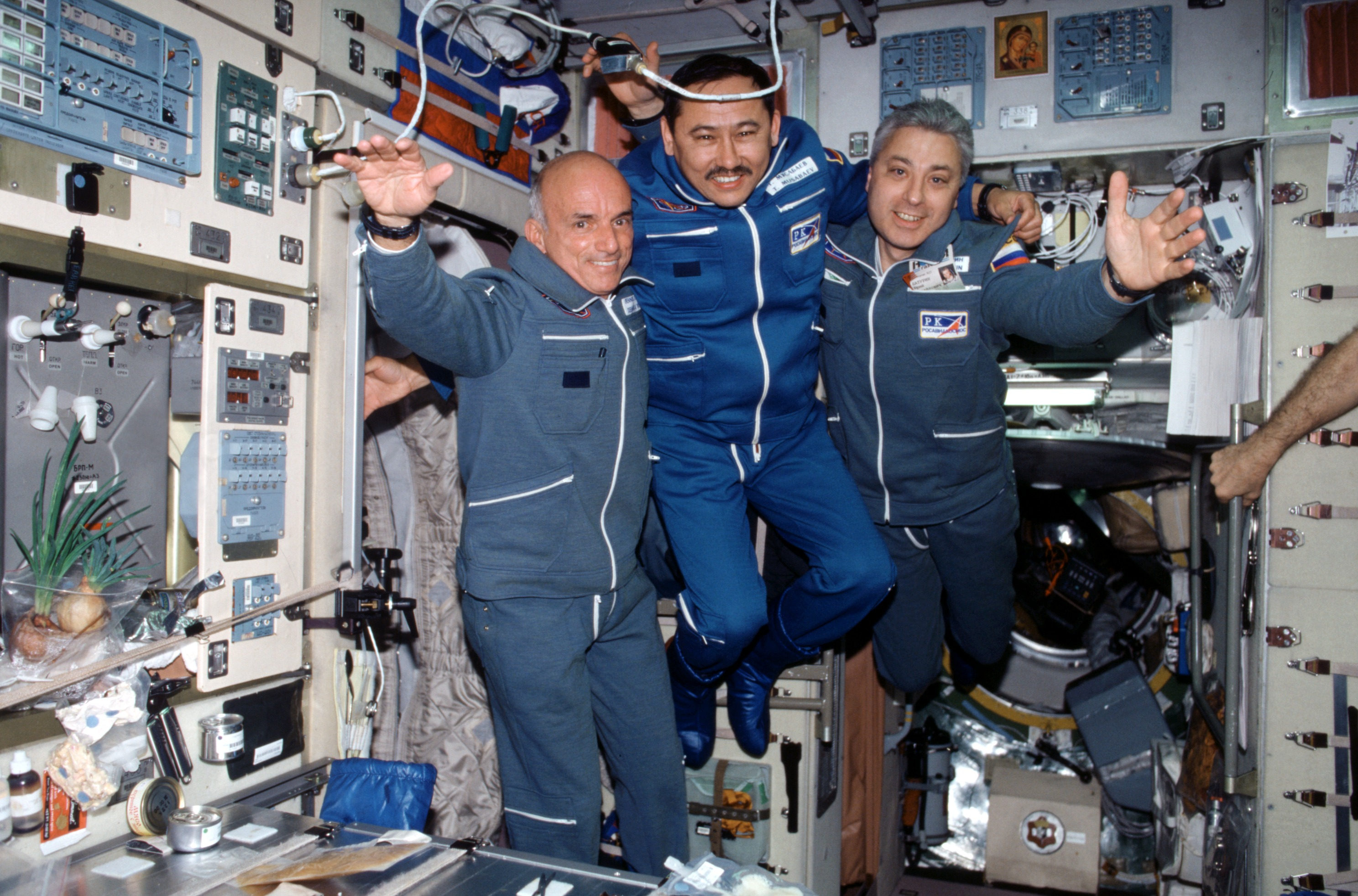
首位太空游客丹尼斯·蒂托(左一)于国际空间站。

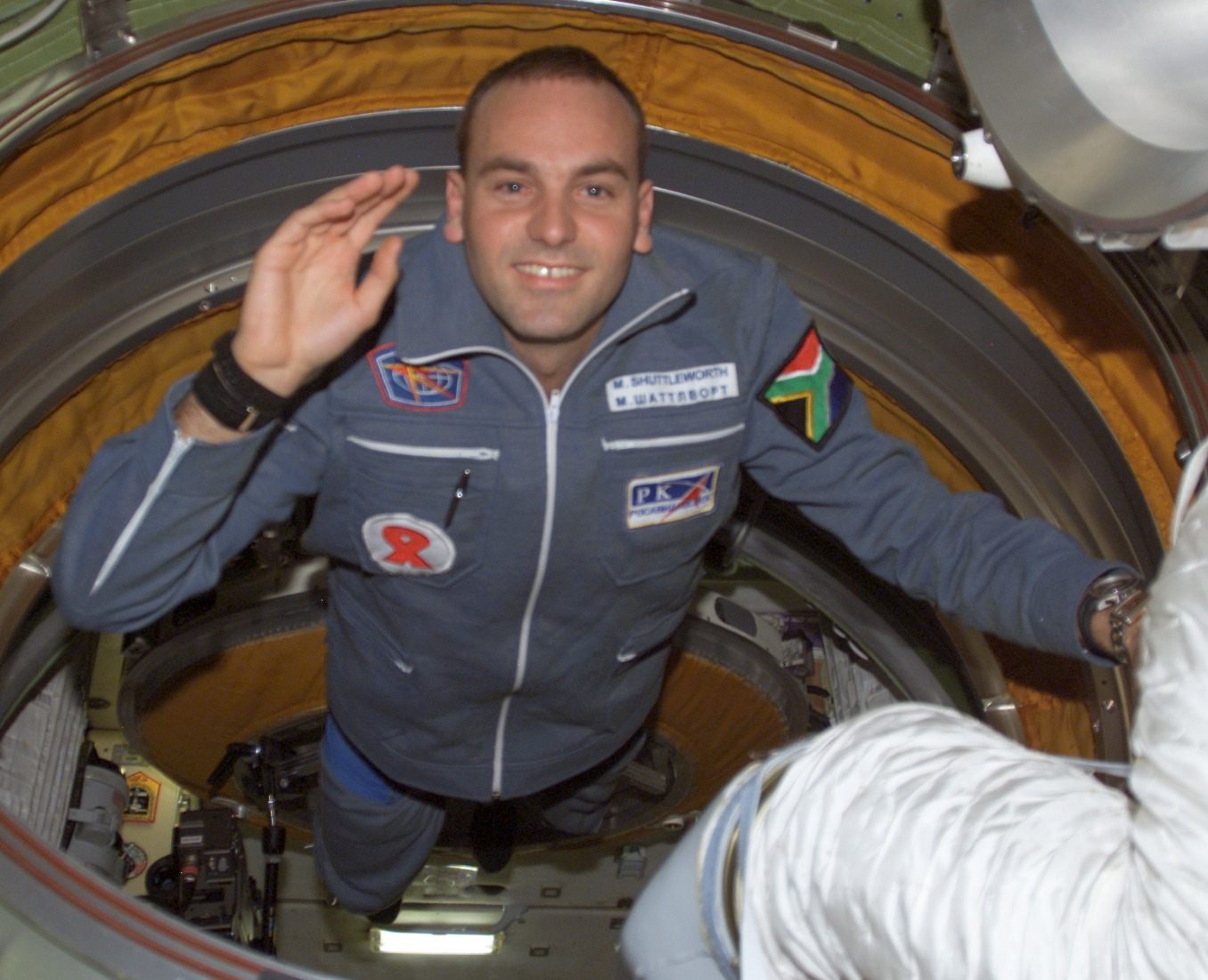
2002年4月27日，马克·沙特尔沃思到达国际空间站

| 名稱 | 國籍         | 年份   | 持續時間                   | 航次                              | 备注                                                                                      | 參考資料    |
| --- | ------------ | ------ | -------------------------- | --------------------------------- | ----------------------------------------------------------------------------------------- | ----------- |
| 丹尼斯·蒂托 | 美国         | 2001年 | 9日（4月28日– 5月6日）     | 發射：聯盟TM-32 返回：聯盟TM-31   |                                                                                           | [ 4 ]       |
| 马克·沙特尔沃思 | 南非 / 英國  | 2002年 | 11日（4月25日– 5月5日）    | 發射：聯盟TM-34 返回：聯盟TM-33   |                                                                                           |             |
| Gregory Olsen | 美國         | 2005年 | 11日（10月1日– 10月11日）  | 發射：聯盟TMA-7 返回：聯盟TMA-6   |                                                                                           |             |
| 阿努什·安萨里 | 伊朗 / 美國  | 2006年 | 12日（9月18日– 9月29日）   | 發射：聯盟TMA-9 返回：聯盟TMA-8   |                                                                                           |             |
| 查尔斯·西蒙尼 | 匈牙利 /美國 | 2007年 | 15日（4月7日– 4月21日）    | 發射：聯盟TMA-10 返回：聯盟TMA-9  |                                                                                           | [ 5 ]       |
| 查尔斯·西蒙尼 | 匈牙利 /美國 | 2009年 | 12日（3月26日– 4月8日）    | 發射：聯盟TMA-14 返回：聯盟TMA-13 |                                                                                           |             |
| 理查·蓋瑞特 | 美國 / 英國  | 2008年 | 12日（10月12日– 10月23日） | 發射：聯盟TMA-13 返回：聯盟TMA-12 |                                                                                           | [ 6 ]       |
| 盖·拉利伯特 | 加拿大       | 2009年 | 15日（9月30日 - 10月11日） | 發射：聯盟TMA-16 返回：聯盟TMA-14 |                                                                                           | [ 7 ]       |
| - 戴維·麥凱 - 邁克爾·馬蘇奇（Michael Masucci） - 希利莎·班德拉（Sirisha Bandla） - 科林·班內特（Colin Bennett） - 貝斯·摩西 - 理查·布蘭森 | 英國         | 2021年 | 7月11日                    | 發射/返回：維珍銀河團結號22任務   | 該任務為亞軌道太空飛行，抵達高度為86公里並未抵達國際航空聯合會目前認定的卡門線（100公里） |             |
| 傑佛瑞·貝佐斯 馬克·貝佐斯 沃利·馮克 奧利弗·戴門                                                                                           | 美國/荷蘭    | 2021年 | 7月20日                    | 發射/返回：藍色起源NS-16          | 該任務為亞軌道太空飛行                                                                    | [ 8 ] [ 9 ] |
| - 贾里德·艾萨克曼 - 海莉·阿赛诺 - 希恩·普罗科特 - 克里斯多福·森布羅斯基                                                                   | 美國         | 2021年 | 3日（9月16日-19日）        | 發射/返回：靈感4號                |                                                                                           |             |
| - 克里姆·斯彭科 - 尤利娅·别列希尔德 | 俄罗斯       | 2021年 | 12日（10月5日 - 10月17日） | 發射：聯盟MS-19 返回：聯盟MS-18   | 拍摄电影《挑战》                                                                          |             |
| 威廉·夏特纳 Chris Boshuizen Audrey Powers Glen de Vries                                                                                   | 美國/加拿大  | 2021年 | 10月13日                   | 發射/返回：藍色起源NS-18          | 該任務為亞軌道太空飛行                                                                    |             |
| 前澤友作 平野陽三 | 日本         | 2021年 | 12日(12月8日-12月20日)     | 發射/返回：聯盟MS-20              | 平野洋三為前澤友作的助理。 該行程由俄羅斯太空人亚历山大·米苏尔金負責駕駛前往國際太空站。  |             |